# Quận Tipton, Indiana
Quận Tipton là một quận thuộc tiểu bang Indiana, Hoa Kỳ.
Quận này được đặt tên theo. Theo điều tra dân số của Cục điều tra dân số Hoa Kỳ năm 2000, quận có dân số 16.577 người. Quận lỵ đóng ở Tipton.6

## Địa lý
Theo Cục điều tra dân số Hoa Kỳ, quận có diện tích 674 km2, toàn bộ là diện tích mặt đất.

### Các xa lộ chính
- U.S. Route 31
- Indiana State Road 19
- Indiana State Road 28

### Quận giáp ranh
- Quận Howard (bắc)
- Quận Grant (đông bắc)
- Quận Madison (đông)
- Quận Hamilton (nam)
- Quận Clinton (tây)

## Thông tin nhân khẩu
Theo điều tra dân số 2 năm 2000, quận đã có dân số 16.577 người, 6.469 hộ gia đình, và 4.748 gia đình sống trong quận hạt. Mật độ dân số là 64 người trên một dặm vuông (25/km ²). Có 6.848 đơn vị nhà ở với mật độ trung bình là 26 trên một dặm vuông (10/km ²). Cơ cấu chủng tộc của quận gồm 98,35% người da trắng, 0,14% da đen hay Mỹ gốc Phi, 0,22% người Mỹ bản xứ, 0,30% châu Á, Thái Bình Dương 0,01%, 0,33% từ các chủng tộc khác, và 0,65% từ hai hoặc nhiều chủng tộc. 1,21% dân số là người Hispanic hay Latino thuộc một chủng tộc nào. 33,1% là của Mỹ, Đức 22,8%, 12,7% tiếng Anh và 7,3% gốc Ailen theo điều tra dân số năm 2000.
Có 6.469 hộ, trong đó 32,50% có trẻ em dưới 18 tuổi sống chung với họ, 62,30% là đôi vợ chồng sống với nhau, 7,70% có một chủ hộ nữ và không có chồng, và 26,60% là các gia đình không. 23,10% hộ gia đình đã được tạo ra từ các cá nhân và 11,20% có người sống một mình 65 tuổi hoặc lớn tuổi hơn là người. Cỡ hộ trung bình là 2,53 và cỡ gia đình trung bình là 2,97.
Cơ cấu độ tuổi dân cư quận đã được trải ra với 25,00% dưới độ tuổi 18, 7,20% 18-24, 28,10% 25-44, 25,10% từ 45 đến 64, và 14,50% từ 65 tuổi trở lên người. Độ tuổi trung bình là 38 năm. Đối với mỗi 100 nữ có 95,70 nam giới. Đối với mỗi 100 nữ 18 tuổi trở lên, đã có 91,60 nam giới.
Thu nhập trung bình cho một hộ gia đình trong quận đạt 48.546 USD, và thu nhập trung bình cho một gia đình là 56.080 USD. Phái nam có thu nhập trung bình 42.109 USD so với 25.061 USD của phái nữ. Thu nhập bình quân đầu người là 21.926 USD. Có 2,90% gia đình và 5,10% dân số sống dưới mức nghèo khổ, trong đó có 4,50% những người dưới 18 tuổi và 8,80% của những người 65 tuổi hoặc hơn.